# Sanguszkowie herbu własnego
Sanguszkowie (hist. pol. Sanguszkowicze) herbu własnego (Sanguszko) – polski ród książęcy (kniaziowski) pochodzenia wielkolitewskiego, należący do magnackiej warstwy społecznej.  
Protoplastą rodu był Sanguszko Fedkowicz, przodek dynastii Giedyminowiczów, poprzez ród Olgierdowiczów. Jego ojciec, Fiodor Olgierdowic był przyrodnim bratem króla Władysław II Jagiełło. 
Jedynym męskim potomkiem rodu jest aktualnie Paweł Franciszek Roman Sanguszko, działacz polonijny i biznesmen.

## Etymologia nazwiska
Nazwisko Sanguszków ma charakter patronimiczny, a konkretniej pochodzi od imienia ich protoplasty, Sanguszka Fedkowicza.

## Pochodzenie
Pierwotnie, literatura na podstawie błędnych przekazów latopisarskich uznawała Sanguszków za potomków księcia Lubarta Giedyminowicza. Sami Sanguszkowicze najprawdopodobniej nie byli pewni swojego pochodzenia, albowiem na podstawie mylnego przekonania o pochodzeniu od wspomnianego Lubarta używali niegdyś nazwiska Lubartowicz Sanguszko. Twórca potęgi rodu, książę Paweł Karol Sanguszko (ur. 1680, zm. 1750), za królewskim przyzwoleniem przemianował nawet znajdujący się w jego posiadaniu Lewartów na Lubartów. 
Obecnie historycy, powołując się na historyczne źródła dokumentowe, nie mają wątpliwości co do pochodzenia tego rodu, wywodząc go od Olgierda, syna Giedymina. Jan Tęgowski wyraził zdanie, iż właśnie w książęcym domu Sanguszków najdłużej przetrwał ród Olgierdowiczów. Synem Olgierda był natomiast książę Fiodor Olgierdowicz, którego syn Sanguszko Fedkowicz jest protoplastą rodu.

## Dobra ziemskie

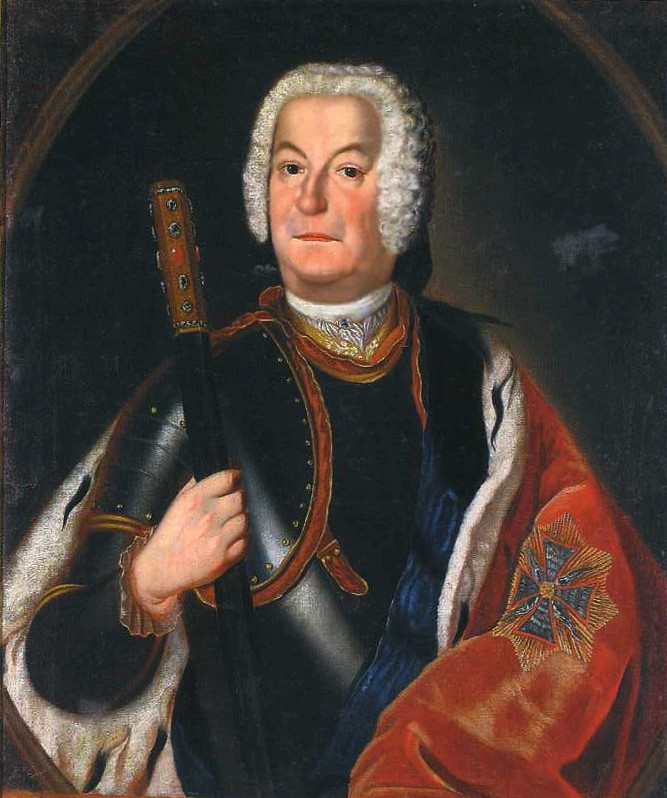
Paweł Karol Sanguszko

Pierwotnie dobra Sanguszków znajdowały się na Wołyniu (Ratno, Kamień Koszyrski, Kowel, Sławuta). Z czasem rodzina nabyła nowe na Podolu (Satanów) i w Małopolsce (Lubartów, Tarnów). 

## Gałęzie rodu
Na przełomie XV i XVI wieku ród podzielił się na dwie główne linie:
- linia koszyrsko-niesuchoiżska – zapoczątkowana przez Aleksandra, dzieląca się na dwie gałęzie:
  - gałąź koszyrska ("Sanguszkowie-Koszyrscy") – zapoczątkowana przez Michała, wymarła w 1653 r.
  - gałąź niesuchoiżska ("Sanguszkowie-Niesuchoiżscy") – zapoczątkowana przez Andrzeja, wymarła w 1591 r.;
- linia kowelska ("Sanguszkowie-Kowelscy") – zapoczątkowana przez Michała, istnieje po dziś dzień.

## Znani przedstawiciele

Drzewo genealogiczne Sanguszków z 1931 roku

### Pokolenie 0
- Sanguszko Fiodorowic (zm. po 1454) protoplasta książąt Sanguszków

### Pokolenie 1
- Aleksander Sanguszkowic (zm. po 1491) – protoplasta linii koszyrskiej i nisuchoiżskiej
- Michał Sanguszkowic (zm. po 1511) – założyciel linii kowelskiej
- Iwan Sanguszkowic – protoplasta Sadowskich

### Pokolenie 2
- Michał Sanguszko[1] (zm. po 1501)
- Andrzej Aleksandrowicz Sanguszko (zm. 1534/5) – starosta włodzimierski
- Wasyl Sanguszko (zm. 1557?) – dworzanin królewski

### Pokolenie 3
- Andrzej Michałowicz Sanguszko[2] (zm. 1560) – marszałek hospodarski
- Fiodor Sanguszko (zm. 1547/8) – starosta włodzimierski, bracławski i winnicki
- Hrihory Sanguszko (1530-1555)

### Pokolenie 4
- Aleksander Sanguszko[3] (ok. 1508-1565) marszałek hospodarski
- Dymitr Sanguszko
- Roman Sanguszko (ok. 1537-1571) – wojewoda bracławski, hetman polny litewski
- Andrzej Sanguszko (1553-1591)

### Pokolenie 5
- Lew Sanguszko[4] (ok. 1536-1571) – rotmistrz jazdy litewskiej
- Fiodor (Roman) Sanguszko (zm. 1591) – ostatni z linii niesuchoiżyskiej
- Samuel Szymon Sanguszko (zm. 1638) – wojewoda witebski, pisarz, przeszedł na katolicyzm

### Pokolenie 6
- Hrehory Sanguszko[5] (zm. 1602) kasztelan lubaczowski, bracławski
- Hieronim Władysław Sanguszko (1611-1657) – biskup smoleński
- Jan Władysław Sanguszko (zm. 1652)

### Pokolenie 7
- Adam Aleksander Sanguszko[6] (ok. 1590-1653) – wojewoda wołyński, ostatni z linii koszyrskiej
- Hieronim Sanguszko (1651-1684)

### Pokolenie 8
- Kazimierz Antoni Sanguszko (1677-1706) – marszałek nadworny litewski
- Anna Katarzyna Radziwiłłowa (1676-1746)
- Paweł Karol Sanguszko (1680-1750) – marszałek nadworny litewski, marszałek wielki litewski
- Barbara Urszula Sanguszkowa (1718-1791) – poetka, tłumaczka, filantropka, żona Pawła Karola

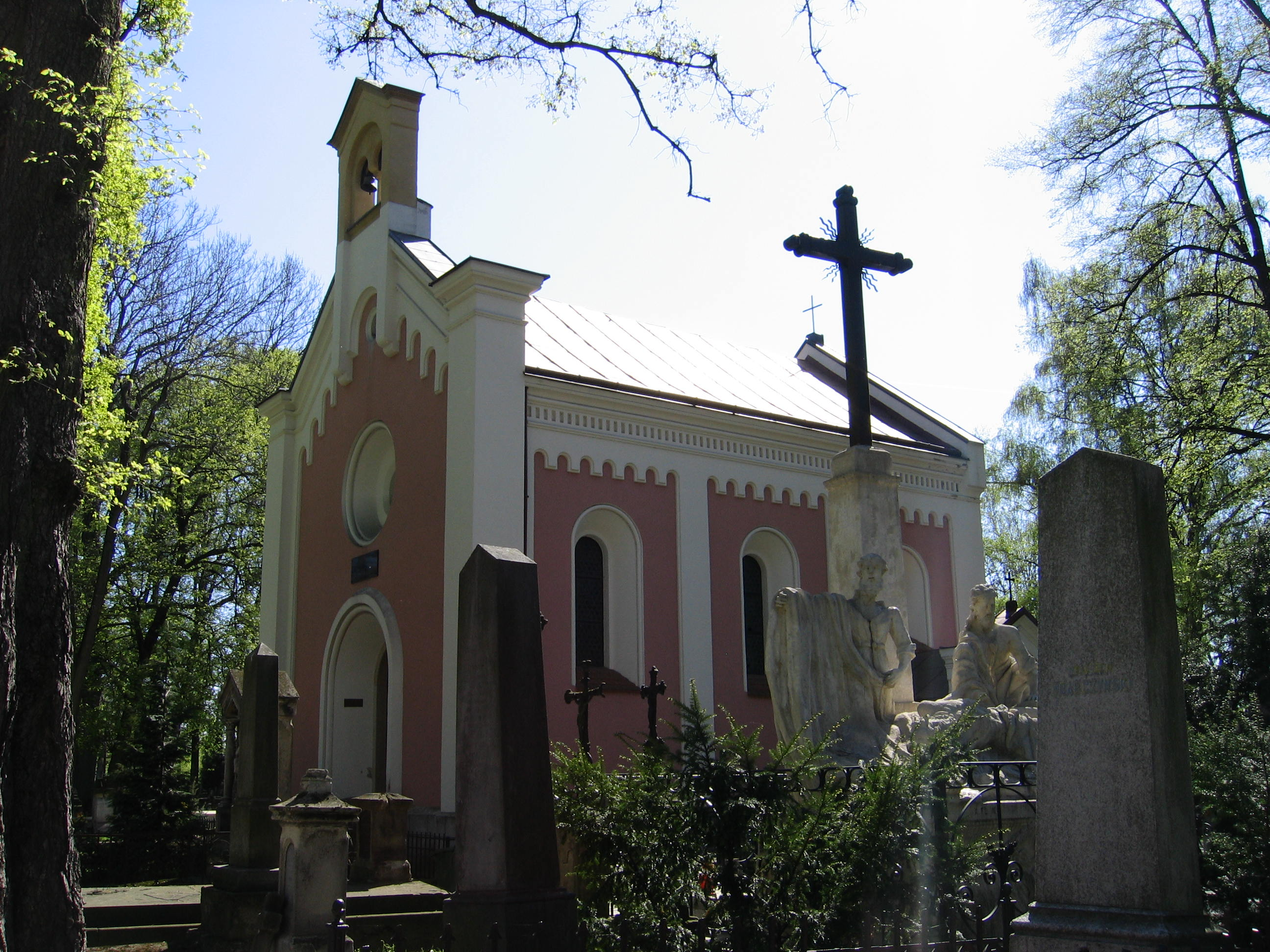
Kaplica-grobowiec Sanguszków w Tarnowie

### Pokolenie 9
- Janusz Aleksander Sanguszko (1712-1775) – miecznik litewski, marszałek nadworny litewski
- Józef Paulin Sanguszko (1740-1781) – marszałek wielki litewski
- Hieronim Janusz Sanguszko (1743-1812) – generał, wojewoda wołyński
- Janusz Modest Sanguszko (1749-1806) – starosta krzemieniecki

### Pokolenie 10
- Eustachy Erazm Sanguszko (1768-1844) – generał, poseł, hodowca koni
- Klementyna Sanguszko (1786-1841) – jego siostra stryjeczna, 1° voto Ostrowska, 2° voto Małachowska
- Klementyna Maria Sanguszkowa (1780-1852) – żona Eustachego Erazma, filantropka

### Pokolenie 11
- Roman Stanisław Sanguszko (1800-1881) – powstaniec 1830, zesłaniec
- Władysław Hieronim Sanguszko (1803-1870) – polityk konserwatywny
- Dorota Sanguszko (1799-1821)

### Pokolenie 12
- Jadwiga Sanguszko (1830-1918) – żona Adama Stanisława Sapiehy, matka krakowskiego kardynała Adama Stefana Sapiehy
- Roman Damian Sanguszko (1832-1917) – ordynat zasławski, kolekcjoner
- Paweł Roman Sanguszko (1834-1876) – ziemianin
- Eustachy Stanisław Sanguszko (1842-1903) – marszałek krajowy, namiestnik Galicji
- Helena Sanguszkówna (1836-1891) – słynna z urody

### Pokolenie 13
- Roman Władysław Sanguszko (1901-1984) – ziemianin, hodowca koni, przemysłowiec, filantrop

### Pokolenie 14
- Piotr Antoni Samuel Sanguszko (1937-1989)

### Pokolenie 15
- Paweł Franciszek Roman Sanguszko (ur. 1973)

## Pałace

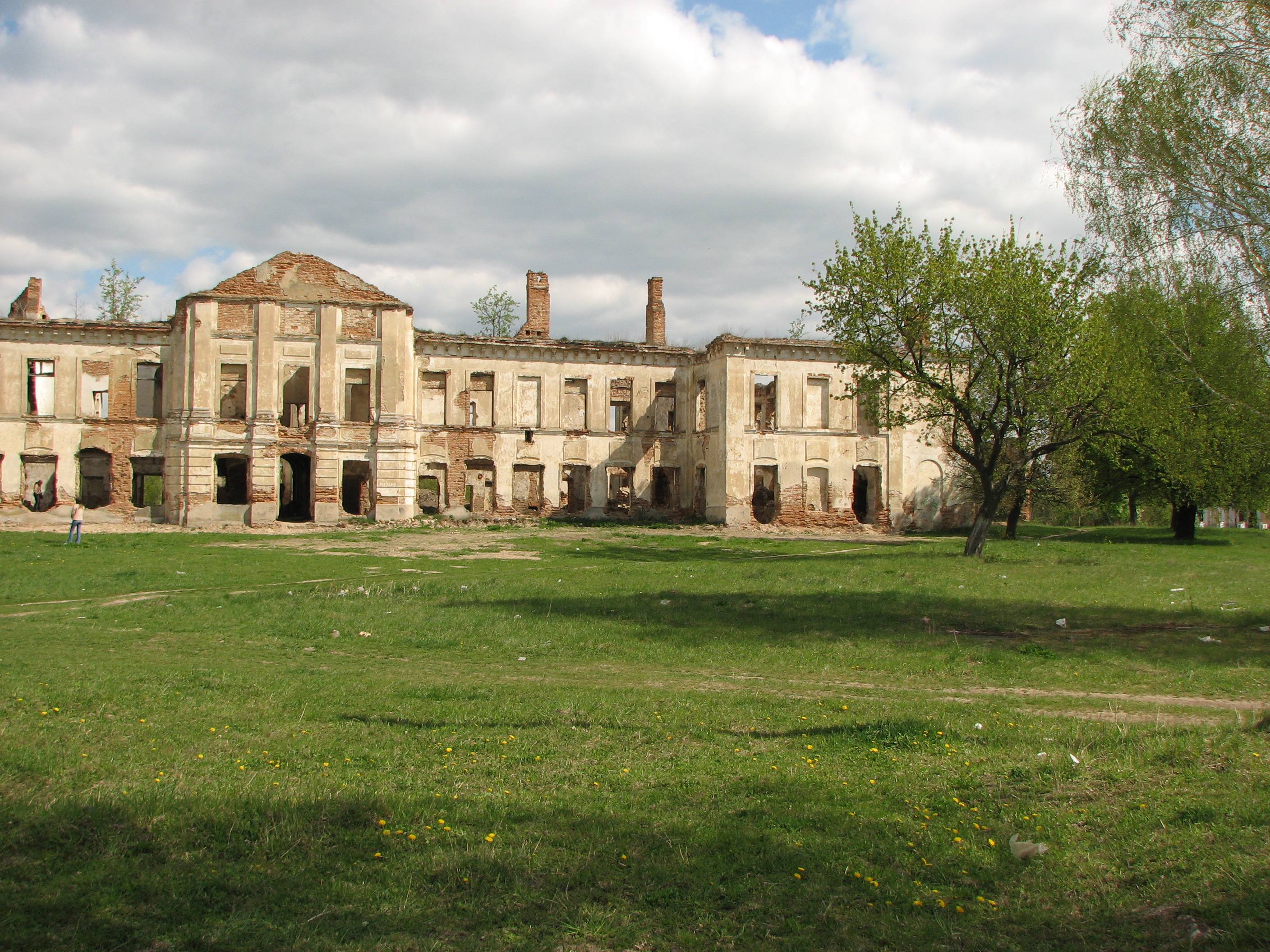
Pałac w Zasławiu
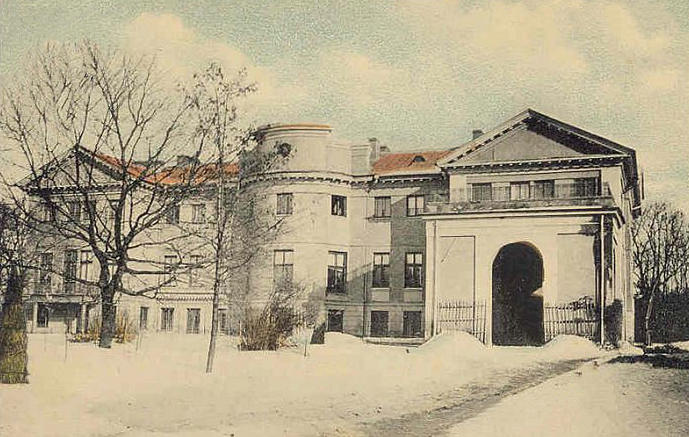
Pałac w Sławucie (nie istnieje)
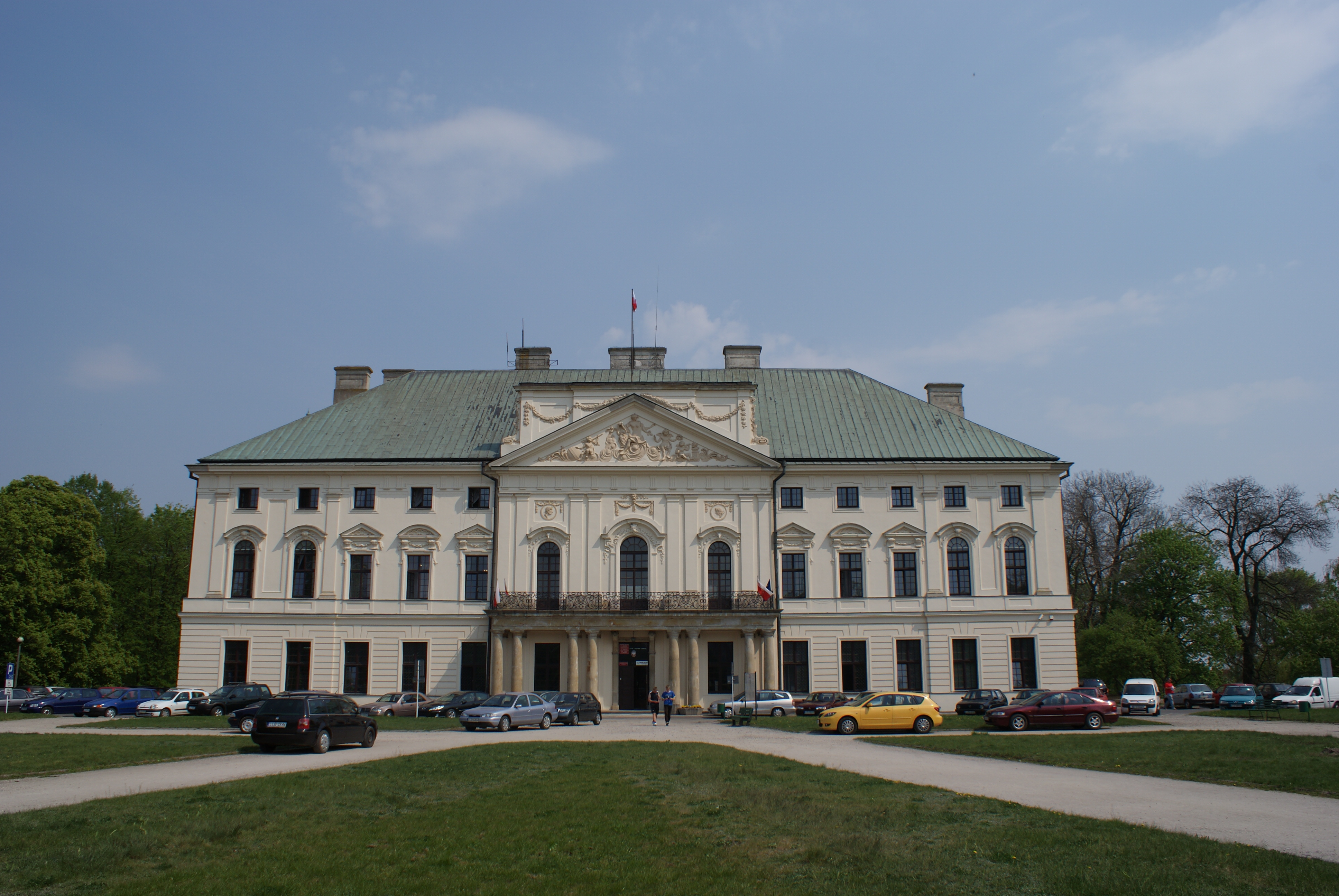
Pałac w Lubartowie
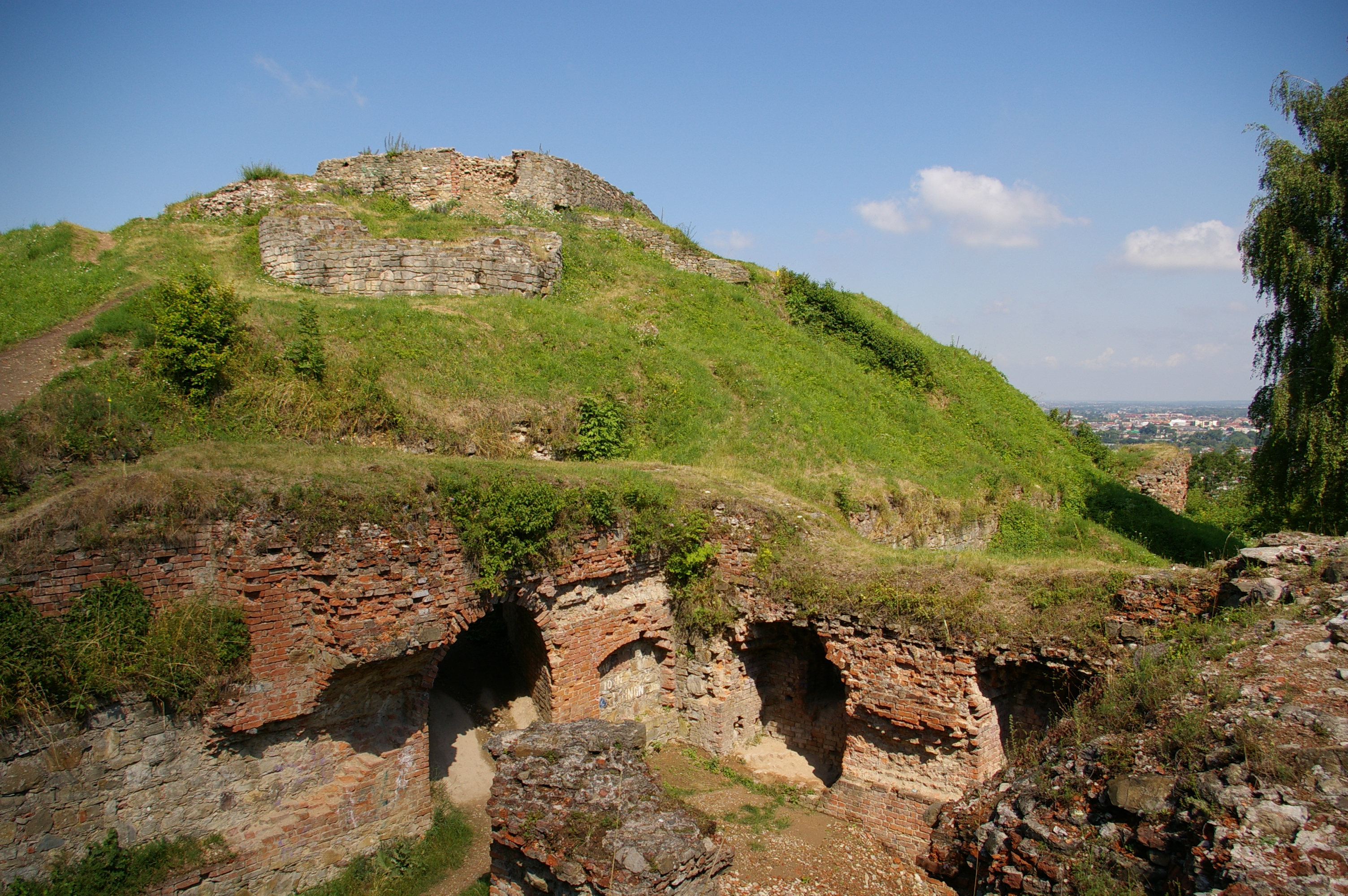
Ruiny zamku w Tarnowie
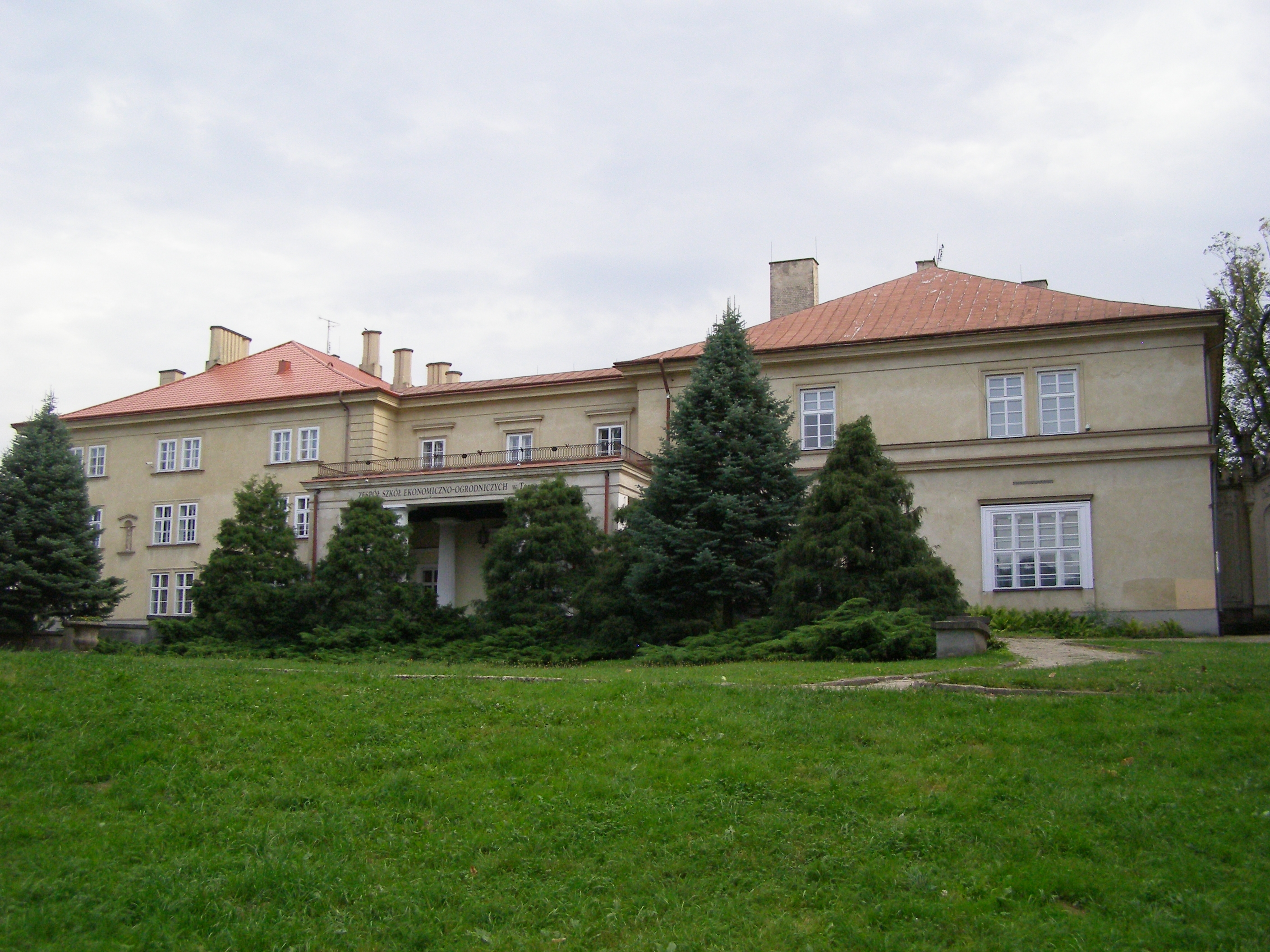
Pałac Sanguszków w Gumniskach (Tarnowie)
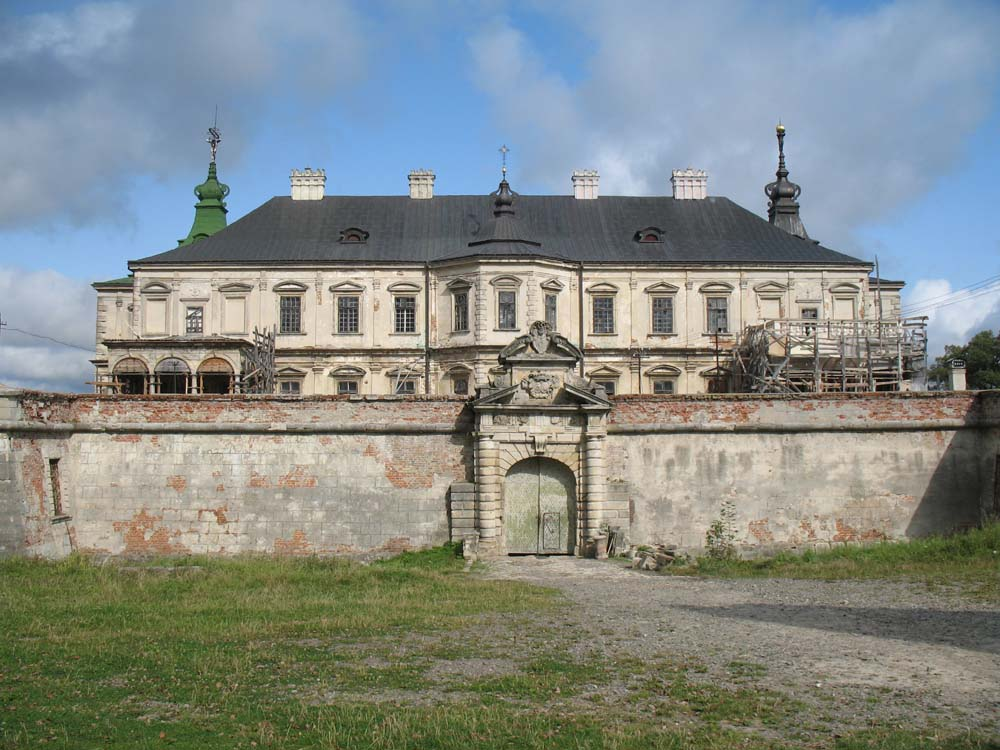
Zamek Koniecpolskich, Sobieskich, Rzewuskich i Sanguszków w Podhorcach
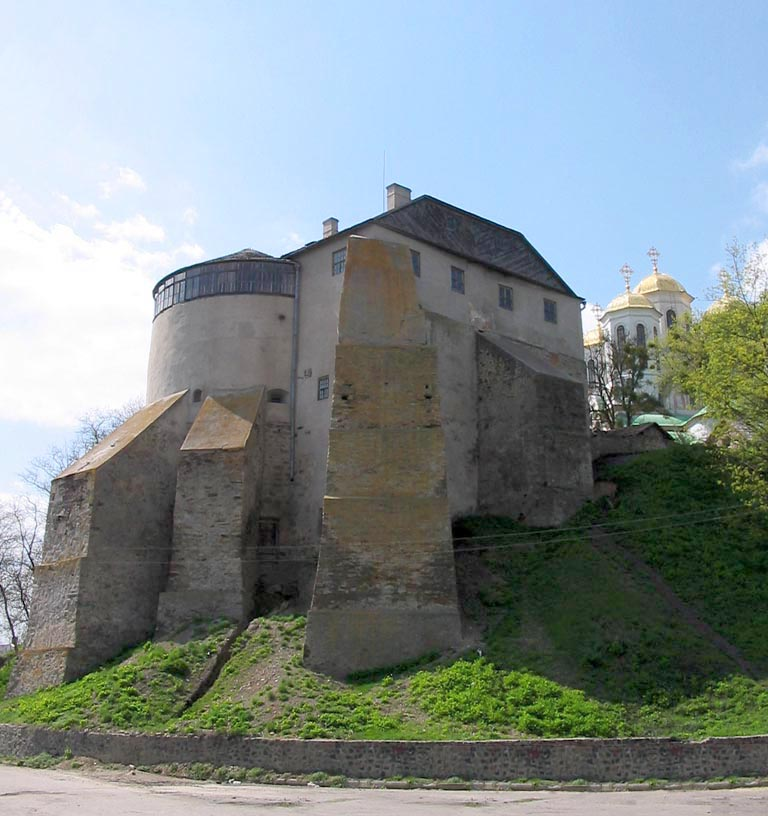
Zamek w Ostrogu (fragment)
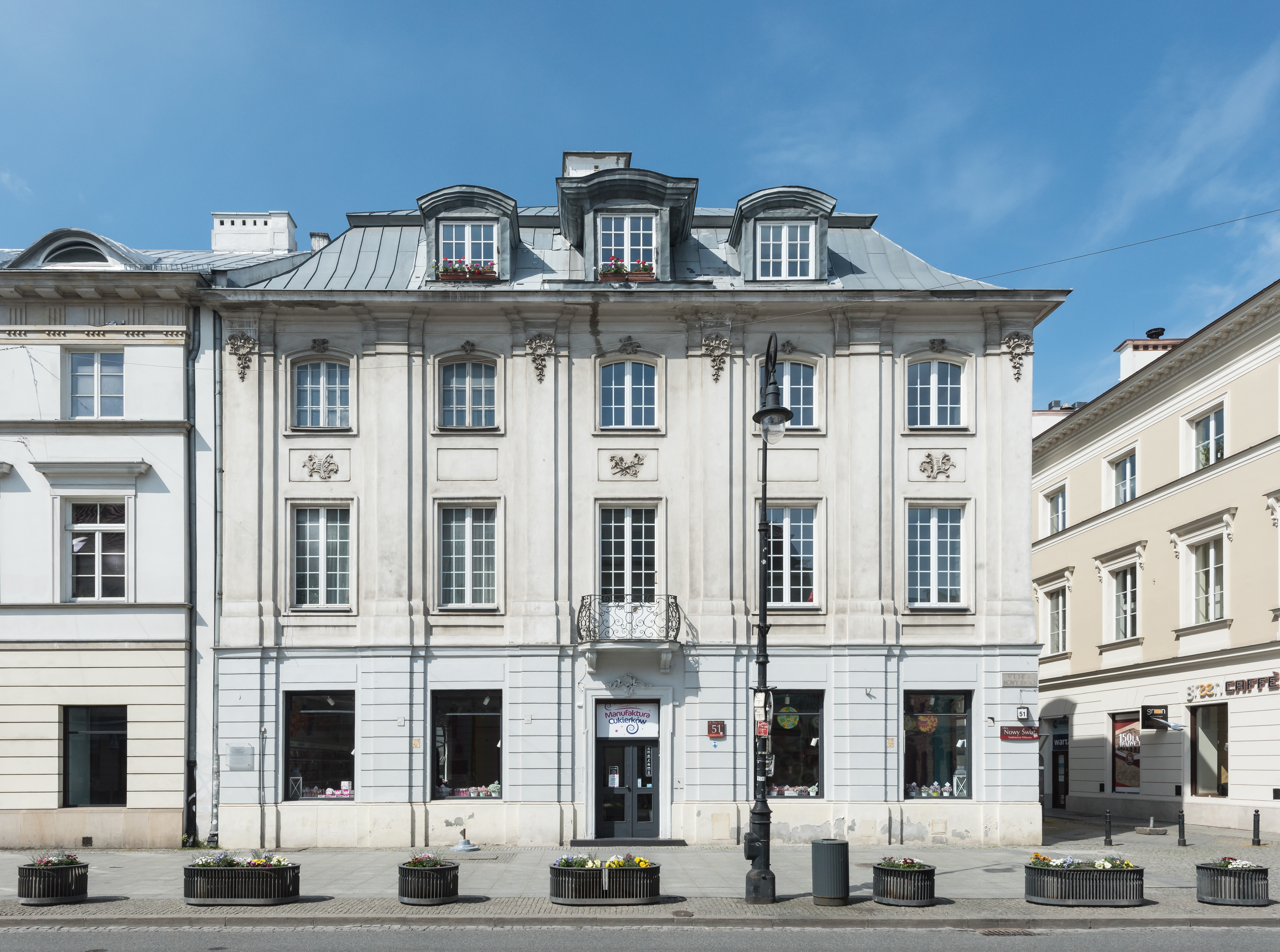
Pałacyk Hieronima Sanguszki w Warszawie na Nowym Świecie
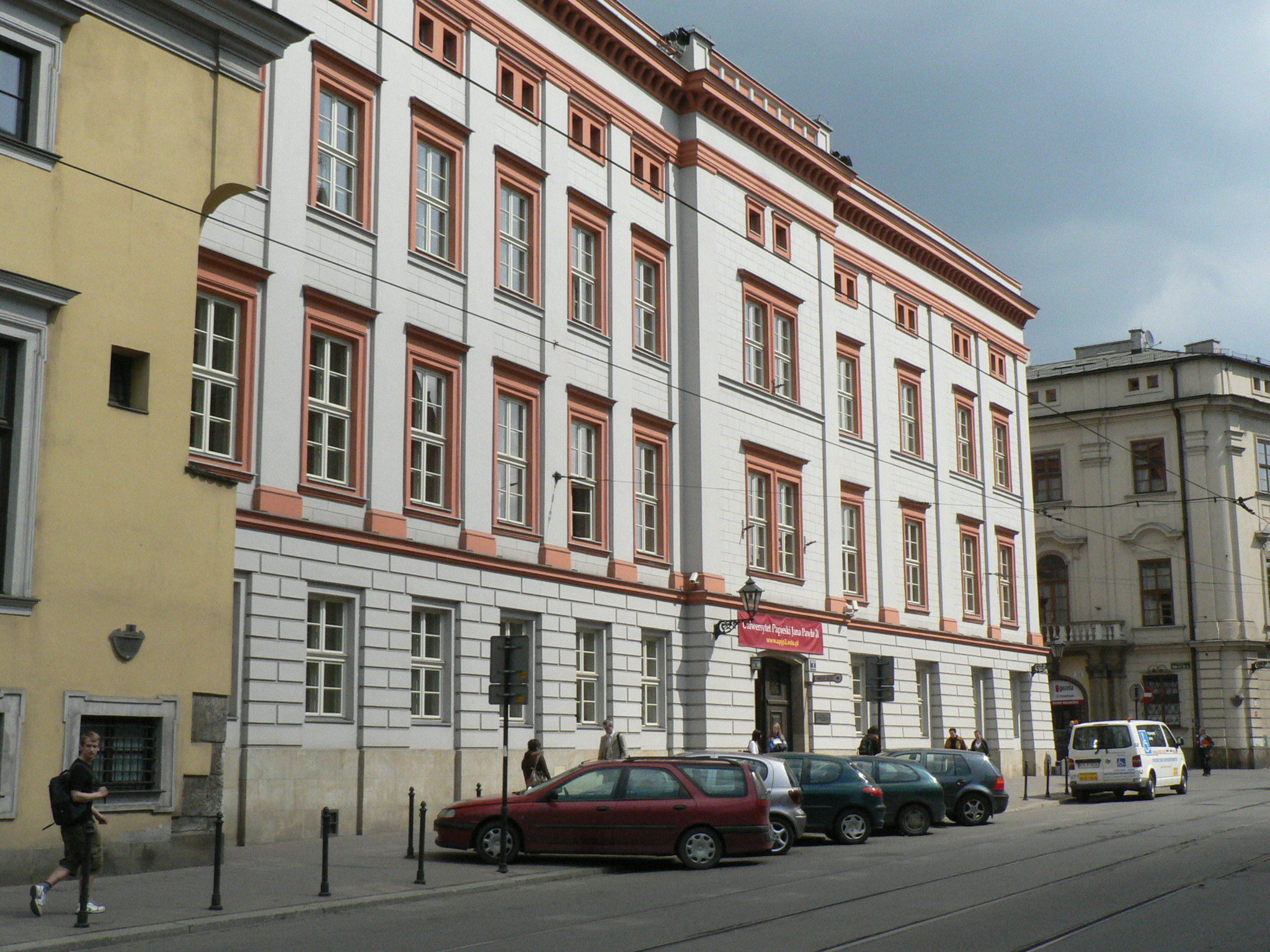
Pałac Romana Sanguszki w Krakowie
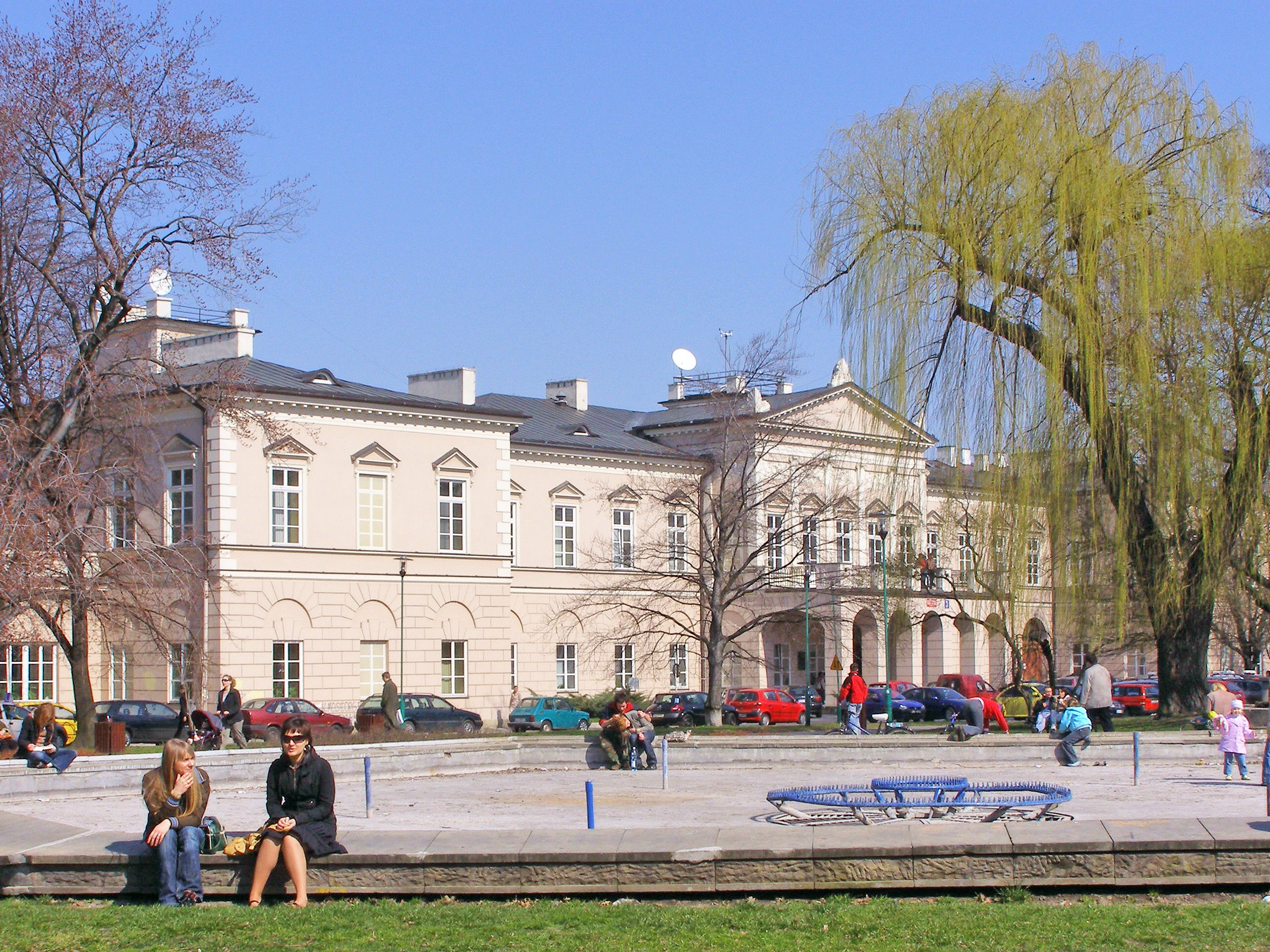
Pałac Lubomirskich w Lublinie

Inne pałace Sanguszków:
- Pałac w Kijanach
- Pałac we wsi Michla (nie istnieje?)
- Pałac w Grodnie (nie istnieje)